# 达希泽格布·阿玛尔巴伊斯格楞
达希泽格布·阿玛尔巴伊斯格楞（Dashzegve Amarbayasgalan，1981年—）蒙古国人，蒙古国政治人物。

## 生平
阿玛尔巴伊斯格楞生于1981年。蒙古人民党党员，曾任蒙古人民党乌兰巴托市委员会副主席。蒙古人民党曾在乌兰巴托市呼拉尔选举中失利。2008年，他再度当选乌兰巴托市呼拉尔委员，2012年连任。他在乌兰巴托市呼拉尔委员任内十分活跃。
2016年12月，蒙古人民党第七次代表大会举行，阿玛尔巴伊斯格楞当选为蒙古人民党中央委员会总书记。